# جان اولریش نف (شیمیدان)
جان اولریش نف (انگلیسی: John Ulric Nef; ۱۴ ژوئن ۱۸۶۲ – ۱۳ اوت ۱۹۱۵) یک شیمیدان اهل ایالات متحده آمریکا بود.